# Каєтанувка (Холмський повіт)
Каєтанувка (пол. Kajetanówka) — село в Польщі, у гміні Дубенка Холмського повіту Люблінського воєводства.
Населення — 33 особи (2011).
У 1975-1998 роках село належало до Холмського воєводства.

## Демографія
Демографічна структура станом на 31 березня 2011 року:
|          | Загалом | Допрацездатний вік | Працездатний вік | Постпрацездатний вік |
| -------- | ------- | ------------------ | ---------------- | -------------------- |
| Чоловіки | 15      | 2                  | 11               | 2                    |
| Жінки    | 18      | 2                  | 10               | 6                    |
| Разом    | 33      | 4                  | 21               | 8                    |